# Мимикрия
Мимикрия  (подражание, маскирование, фр. mimétisme, англ. mimicry) — выражение, введённое в зоологию первоначально Генри Уолтером Бейтсом для обозначения некоторых особенных случаев чрезвычайного внешнего сходства между различными видами животных, принадлежащих к различным родам и даже семействам и отрядам.
В узком смысле мимикрия — это сходство между двумя (и более) видами организмов, которое выработалось в ходе эволюции как защитное у одного или обоих видов. В широком смысле этим же термином нередко обозначают также все резко выраженные случаи подражательной окраски и сходства животных с неодушевлёнными предметами.

## Мимикрия цвета
Изучением явления мимикрии с точки зрения эволюционной теории занимался особенно Альфред Рассел Уоллес. Самое широко распространённое и давно известное явление представляет общее соответствие, гармония в окраске животного с местом его обитания. Среди арктических животных весьма часто наблюдается белая окраска тела. У одних — в течение круглого года: белый медведь, полярная сова, гренландский сокол; у других, живущих в местностях, на лето освобождающихся от снега, бурая окраска сменяется на белую только к зиме: песец, горностай, заяц-беляк. Выгода подобного рода приспособления очевидна.
Другой пример широко распространённой охранительной или гармонической окраски наблюдается в пустынях земного шара. Насекомые, ящерицы, птицы и звери представляют здесь огромный выбор форм песчаного цвета, во всевозможных его оттенках; это наблюдается не только на мелких существах, но и даже на таких крупных, как степные антилопы, львы или верблюды. Насколько вообще подражательная окраска предохраняет от взгляда врагов, хорошо известно всякому охотнику; рябчик, вальдшнеп, дупель, куропатки могут служить примерами.
То же самое явление и в самых широких размерах представляет морская фауна: рыбы, раки и другие организмы, живущие на дне, благодаря своему цвету и неровностям поверхности тела бывают крайне трудно отличимы от дна, на котором живут; сходство это ещё усиливается в некоторых случаях способностью изменять свой цвет в зависимости от цвета дна, которой обладают, например, головоногие моллюски, некоторые рыбы и ракообразные. Это действие совершается автоматически, регулируется, чаще всего, глазной сетчаткой. Световое раздражение передаётся на пигментные клетки с расходящимися волокнами — хроматофоры, способные сокращаться, расширяться и окружаться ореолом независимо одна от другой, создавая многочисленные цветовые сочетания. Механизм подобного явления И. Лёб определил как телефотографирование образа, возникающего на сетчатке, на поверхность тела, диффузный перенос с сетчатки на кожу.  Механизм маскировки головоногих находится под прямым контролем нервной системы. Каждое цветовое пятнышко (число которых может достигать 200 на кв. мм кожи) управляется
крошечными нервами, связанными напрямую с мозгом.  Если смена окраски у хамелеонов занимает 1-2 минуты,
кальмары могут менять окраску до четырех раз за секунду.
Между пелагическими животными моря, свободно плавающими всю жизнь в воде, наблюдается одно из самых замечательных приспособлений в окраске: между ними существует именно множество форм, лишённых всякого цвета, со стекловидной прозрачностью тела. Сальпы, медузы, ктенофоры, некоторые моллюски и черви и даже рыбы (личинки морских угрей Leptocephalidae) представляют ряд примеров, где все ткани, все органы тела, нервы, мышцы, кровь, сделались прозрачными, как хрусталь.
Среди различных случаев так называемой гармонической окраски наблюдаются также приспособления к известным условиям освещения, игры света и тени. Животные, вне обычных условий жизни кажущиеся ярко окрашенными и пёстрыми, на самом деле могут вполне гармонировать и сливаться с окраской среды. Яркая, тёмная и жёлтая, поперечная полосатость шкуры тигра легко скрывает его от взоров в зарослях камышей и бамбуков, где он живёт, сливаясь с игрой света и тени вертикальных стеблей и повисших листьев. Такое же значение имеют круглые пятна на шкуре некоторых лесных зверей: лань, леопард, оцелот; здесь эти пятна совпадают с круглыми бликами света, которыми играет солнце в листве деревьев. Даже пестрота шкуры жирафа не представляет исключения: на некотором расстоянии жирафа чрезвычайно трудно отличить от поросших лишайниками старых стволов деревьев, между которыми он пасётся.
Подобное же явление представляют яркие, пёстро окрашенные рыбки коралловых рифов.

## Мимикрия формы
Наконец, известны случаи, когда животные приобретают необыкновенное сходство не только по окраске, но и по форме с отдельными предметами, среди которых живут, что и называют подражанием. Особенно много таких примеров между насекомыми. Гусеницы бабочек-пядениц (Geometridae) живут на ветвях растений, с которыми сходны по цвету, и имеют привычку, прикрепившись задними ногами, вытягивать и держать неподвижно на воздухе своё тело. 
В этом отношении они до такой степени напоминают маленькие сухие веточки растений, что самый зоркий и опытный глаз с трудом может их разглядеть. Другие гусеницы имеют сходство с экскрементами птиц, с опавшими серёжками берёз и т. п.
Известны случаи внешнего сходства с муравьями (мирмекоморфия).
Изумительные приспособления представляют тропические палочники из семейства Phasmidae: окраской и формой тела они подражают — одни сухим палочкам в несколько сантиметров длины, другие листьям. Бабочки из рода Kallima из Юго-Восточной Азии, ярко окрашенные на верхней стороне крыльев, когда садятся на ветку и складывают крылья, принимают вид увядшего листа: короткими выростами задних крыльев бабочка упирается в ветку, и они представляют сходство с черешком; рисунок же и цвет задней стороны сложенных крыльев в такой степени напоминают цвет и жилкование засохшего листа, что на самом близком расстоянии бабочку чрезвычайно трудно отличить от листьев. Подобные же примеры известны и из морской фауны; так, маленькая рыбка из группы морских коньков, Phyllopteryx eques, живущая у берегов Австралии, благодаря многочисленным лентовидным и нитевидным кожистым выростам тела приобретает сходство с водорослями, среди которых живёт. Понятно, какую услугу оказывают подобные приспособления животным в деле избегания врагов.

## Мимикрия звука (аудиомимикрия)
Существует множество животных, использующих как защитный механизм звуковое подражание. В основном данное явление встречается среди птиц. Например, кроличий сыч, живя в норах грызунов, может имитировать шипение змеи.
Хищный кузнечик Chlorobalius leucoviridis, распространённый в Австралии, издаёт звуки, имитирующие брачные сигналы цикад самок, привлекая самцов соответствующих видов.

## Хищник и жертва
В других случаях маскирующее сходство служит, напротив, хищникам средством для подкарауливания и даже привлечения добычи, например у многих пауков. Различные насекомые из группы богомолов (Mantidae) в Индии представляют, оставаясь неподвижными, поразительное сходство с цветком, чем и привлекают насекомых, которых ловят. Наконец, явление мимикрии в строгом смысле слова представляют подражания животным другого вида.
Существуют ярко окрашенные насекомые, которые по разным причинам (например, потому что снабжены жалом или благодаря способности выделять ядовитые или отталкивающего запаха и вкуса вещества) сравнительно защищены от нападения врагов; и рядом с ними существуют иногда другие виды насекомых, лишённые защитительных приспособлений, но по своему внешнему виду и окраске представляющие обманчивое сходство со своими хорошо защищёнными собратьями. В тропической Америке чрезвычайно распространены бабочки из семейства геликониды. У них большие, нежные, ярко окрашенные крылья, причём цвет их один и тот же на обеих сторонах — верхней и нижней; полёт у них слабый и медленный, они никогда не скрываются, а садятся всегда открыто на верхнюю сторону листьев или цветов; они легко могут быть отличены от других бабочек и издалека бросаются в глаза. Все они обладают жидкостями, издающими сильный запах; по наблюдениям многих авторов, птицы не едят их и не трогают; запах и вкус служат им защитой, а яркая окраска имеет предупреждающее значение; этим объясняется их многочисленность, медленный полёт и привычка никогда не скрываться. В тех же местностях летают некоторые другие виды бабочек из рода Leptalis, по строению головы, ножек и жилкованию крыльев принадлежащие даже к другому семейству, Pieridae; но по общей форме и окраске крыльев они представляют столь точную копию с геликонид, что в любительских коллекциях обыкновенно смешиваются и принимаются за один вид с ними. Бабочки эти не обладают неприятными жидкостями и запахом геликонид и, следовательно, не защищены от насекомоядных птиц; но обладая внешним сходством с геликонидами и летая с ними вместе, также медленно и открыто, они благодаря этому сходству избегают нападения. По числу их гораздо меньше; на несколько десятков и даже сотен геликонид приходится одна лепталида; затерянные в толпе хорошо защищённых геликонид, беззащитные лепталиды, благодаря своему внешнему сходству с ними, спасаются от своих врагов. Это и есть маскирование, мимикрия. Подобные примеры известны из различных отрядов насекомых и не только между близкими группами, но и часто между представителями различных отрядов; известны мухи, похожие на шмелей, бабочки, подражающие осам, и т. п. Во всех этих случаях мимикрия сопровождается сходством в образе жизни или взаимной зависимостью обоих сходных видов. Так, мухи из рода Volucella благодаря своему сходству со шмелями или осами могут безнаказанно проникать в гнёзда этих насекомых и откладывать яички; личинки мух питаются здесь личинками хозяев гнезда.

## Овца в волчьей шкуре
Некоторые организмы, чтобы избежать нападения со стороны хищников, с которыми часто сталкиваются, изображают самих хищников. Коста-риканская бабочка Brenthia hexaselena внешним видом и движениями изображает паука Phiale formosa (паук раскрывает обман всего в 6 % случаев). Одна плодовая мушка копирует зебрового паука-скакуна, который является территориальным хищником: встретив паука, насекомое расправляет крылья с изображёнными на них паучьими ножками и подскакивает к пауку, а паук, думая, что попал на чужую территорию, убегает. В колониях бродячих муравьёв в Южной Америке встречаются жуки, копирующие муравьёв запахом и походкой.
Калифорнийские (Otospermophilus beecheyi) и скалистые суслики (Otospermophilus variegatus) копируют запах гремучих змей, для чего жуют сброшенную змеиную шкуру и затем облизывают свой мех и мех детёнышей. Данная мимикрия применяется в основном для защиты детёнышей, т. к. на взрослых грызунов змеи нападают гораздо реже.

## Коллективная мимикрия
При коллективной мимикрии многочисленная группа небольших по размерам организмов сбивается в плотное скопление, чтобы создать образ крупного животного (иногда определённого вида) или растения.

## Растения
Аналогичные явления известны и между растениями: так, глухая крапива (Lamium album) из семейства губоцветных по своим листьям чрезвычайно напоминает жгучую крапиву (Urtica dioica), а так как крапива защищена своими жгучими волосками от травоядных животных, то это сходство может служить защитой и глухой крапиве.
Растение псевдопанакс толстолистый (Pseudopanax crassifolius) в молодости обладает маленькими узкими листьями, которые визуально сливаются с лесной подстилкой, а когда ствол подрастает до 3 метров (максимальной высоты ныне вымершей травоядной нелетающей птицы моа), выпускает обычные по форме, цвету и размеру листья.

## Конвергенция
Но вместе с этим в последнее время стали известны такие случаи сходства двух отдалённых видов животных, которые отнюдь не подходят к уоллесовскому объяснению этого явления, по которому один вид является подражанием другому в силу большей защищённости второго вида, обманывая этим своих врагов. Таково, например, необыкновенное сходство между двумя европейскими ночными бабочками: Dichonia aprilina и Moma orion, которые, однако, никогда не летают вместе, так как первая летает в мае, вторая — в августе-сентябре. Или, например, замечательное сходство между европейской бабочкой Vanessa prorsa и бабочкой из рода Phycioides, водящейся в Аргентинской республике, при таком географическом распределении этих видов не может быть случаем мимикрии. В общем, мимикрия представляет собой лишь частный случай того явления конвергенции, схождения в развитии, существование которого мы наблюдаем в природе, но ближайшие причины и условия которого нам неизвестны.